# Gutterson Fieldhouse
La Gutterson Fieldhouse  est une patinoire de hockey sur glace située à Burlington, dans l'État du Vermont aux États-Unis. C'est le domicile des équipes de hockey sur glace des Catamounts du Vermont dans les  championnats féminin et masculin de la NCAA. De plus, de nombreux tournois de hockey amateur s'y tiennent chaque semaine.

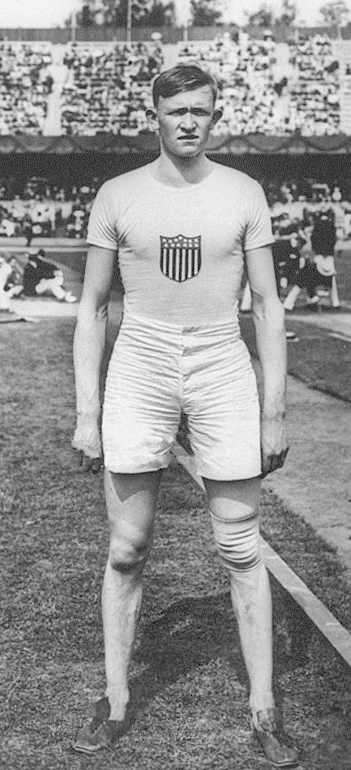
En 1912, Gutterson remporte la médaille d'or du saut en longueur

La Gutterson Fieldhouse est détenue et administrée par l'Université du Vermont.

## Devoir de mémoire
L'aréna honore la mémoire de l’olympien Albert Gutterson qui s'est illustré durant les Jeux Olympiques de 1912. Gutterson est le premier olympien diplômé dans l'histoire de l’Université du Vermont. Plusieurs autres diplômés de l'université du Vermont suivront l’exemple de Gutterson dans des jeux olympiques ultérieurs

## Description
Construit en 1961-1962, l’aréna ouvre en 1963. Elle contient à l'origine 3 335 places pour les supporteurs. Sa capacité actuelle de 4007 places est étendu lors des rénovations de 1990. À l'été 2005, l'Université du Vermont rénove les panneaux, le système de son, les tableaux indicateurs et l'éclairage intérieur de l'aréna.
La surface de la glace respecte les normes internationales du hockey. L’aréna contient un bistro, une cantine, des vestiaires pour les joueurs, une salle de musculation, un gymnase et des bureaux. C'est le plus grand stade couvert dans l'État du Vermont. La Gutterson Fieldhouse est adjacent au complexe sportif Patrick-Forbush-Gutterson (appelé usuellement le PFG) de l'Université du Vermont.

## Événements internationaux
La Gutterson Fieldhouse est l'hôte de nombreux matchs internationaux de l'équipe nationale américaine. L'aréna est le théâtre du premier match de hockey féminin présenté à la télévision nationale aux États-Unis (le 17 décembre 1997, un match pré-olympique entre le Canada et les États-Unis à la Coupe des quatre nations). En 2001-2002, la Gutterson Fieldhouse accueille l'équipe olympique russe pour son entrainement en vue des Jeux olympiques d'hiver  à Salt Lake City, en Utah.

## Camp d'entraînement LNH
De 1995-2004, la Gutterson Fieldhouse est le domicile du camp de pré-saison des Rangers de New York de la LNH. Les Whalers de Hartford y ont aussi tenu leur camp d'entrainement de 1992 et de 1993.

## Coupe du Monde féminine 2012
Les championnats mondiaux de hockey féminin ont lieu du 7 au 14 avril 2012 au Gutterson Fieldhouse et au Cairns Arena (en). Une phase de groupe (groupe A et groupe B) a lieu suivi d'une phase finale éliminatoire. Douze matchs dont la finale sont disputés.

### Phase de groupe
| Groupe A - États-Unis - Canada - Finlande - Russie | Groupe B - Suède - Suisse - Slovaquie - Allemagne (P) |

### Phase finale éliminatoire
|  | Quarts-de-finale 11 avril 2012     | Quarts-de-finale 11 avril 2012     |                             |                             | Demi-finales 13 avril 2012  | Demi-finales 13 avril 2012  |  |  | Finale 14 avril 2012        | Finale 14 avril 2012        |
|  | Quarts-de-finale 11 avril 2012     | Quarts-de-finale 11 avril 2012     |                             |                             | Demi-finales 13 avril 2012  | Demi-finales 13 avril 2012  |  |  | Finale 14 avril 2012        | Finale 14 avril 2012        |
|  |                                    |                                    |                             |                             |                             |                             |  |  |                             |                             |
|  | Gutterson Fieldhouse, 15:00        | Gutterson Fieldhouse, 15:00        |                             |                             | Gutterson Fieldhouse, 19:00 | Gutterson Fieldhouse, 19:00 |  |  | Gutterson Fieldhouse, 19:00 | Gutterson Fieldhouse, 19:00 |
|  | Gutterson Fieldhouse, 15:00        | Gutterson Fieldhouse, 15:00        |                             |                             | Gutterson Fieldhouse, 19:00 | Gutterson Fieldhouse, 19:00 |  |  | Gutterson Fieldhouse, 19:00 | Gutterson Fieldhouse, 19:00 |
|  | Gutterson Fieldhouse, 15:00        | Gutterson Fieldhouse, 15:00        | États-Unis                  | 10                          |                             |                             |  |  | Gutterson Fieldhouse, 19:00 | Gutterson Fieldhouse, 19:00 |
|  | Russie                             | 2                                  | États-Unis                  | 10                          |                             |                             |  |  | Gutterson Fieldhouse, 19:00 | Gutterson Fieldhouse, 19:00 |
|  | Russie                             | 2                                  | Suisse                      | 0                           |                             |                             |  |  | Gutterson Fieldhouse, 19:00 | Gutterson Fieldhouse, 19:00 |
|  | Suisse                             | 5                                  | Suisse                      | 0                           |                             |                             |  |  | Gutterson Fieldhouse, 19:00 | Gutterson Fieldhouse, 19:00 |
|  | Suisse                             | 5                                  | Gutterson Fieldhouse, 15:00 | Gutterson Fieldhouse, 15:00 | États-Unis                  | 4                           |  |  |                             |                             |
|  | Gutterson Fieldhouse, 19:00        |                                    | Gutterson Fieldhouse, 15:00 | Gutterson Fieldhouse, 15:00 | États-Unis                  | 4                           |  |  |                             |                             |
|  |                                    | Canada                             | Gutterson Fieldhouse, 15:00 | Gutterson Fieldhouse, 15:00 | 5                           |                             |  |  |                             |                             |
|  | Finlande                           | Canada                             | Gutterson Fieldhouse, 15:00 | Gutterson Fieldhouse, 15:00 | 5                           | 2                           |  |  |                             |                             |
|  | Finlande                           | Finlande                           | 1                           |                             |                             | 2                           |  |  |                             |                             |
|  | Suède                              | Finlande                           | 1                           | 1                           |                             |                             |  |  |                             |                             |
|  | Suède                              | Canada                             | 5                           | 1                           |                             |                             |  |  |                             |                             |
|  |                                    | Canada                             | 5                           | Match pour la 3e place      |                             |                             |  |  |                             |                             |
|  | Match pour la 5e place             |                                    |                             |                             |                             |                             |  |  |                             |                             |
|  | Cairns Arena, 13 avril 2012, 17:00 | Cairns Arena, 13 avril 2012, 17:00 | Gutterson Fieldhouse, 15:00 | Gutterson Fieldhouse, 15:00 |                             |                             |  |  |                             |                             |
|  | Cairns Arena, 13 avril 2012, 17:00 | Cairns Arena, 13 avril 2012, 17:00 | Gutterson Fieldhouse, 15:00 | Gutterson Fieldhouse, 15:00 |                             |                             |  |  |                             |                             |
|  | Russie                             | 1                                  | Suisse                      | 6                           |                             |                             |  |  |                             |                             |
|  | Russie                             | 1                                  | Suisse                      | 6                           |                             |                             |  |  |                             |                             |
|  | Suède                              | 2                                  | Finlande                    | 2                           |                             |                             |  |  |                             |                             |
|  | Suède                              | 2                                  | Finlande                    | 2                           |                             |                             |  |  |                             |                             |